# John Wilbye
John Wilbye (Norfolk, 7 maart 1574 - Colchester, september of oktober 1638) was een Brits componist uit de Renaissance.
Er is erg weinig over Wilbyes leven bekend. Zijn vader was een looier in Norfolk, en in 1598 werkte Wilbye als huismuzikant voor een gegoede familie in Bury St. Edmunds, de Kytsons. In 1598 publiceerde hij een madrigalenboek, First Sett of Madrigalls, gevolgd in 1609 door Second Sett of Madrigalls. Hij verbleef op het landgoed van de Kytson-familie, en onderhield waarschijnlijk contacten met meerdere muzikale families in de buurt van Londen. Na de dood van zijn patrones, in 1628, verhuisde hij naar het huis van haar dochter in Colchester. Vermoedelijk bezat hij ook zijn eigen boerderij. Na 1614 valt geen muziek meer van hem terug te vinden.
De stijl van Wilbye, die vrijwel uitsluitend madrigalen componeerde, is ietwat conservatief, en sterker op de oude, polyfone Engelse traditie gericht dan op de Italiaanse muziek. Bekende madrigalen van hem zijn Softly, o softly drop, mine eyes; O wretched man en Adieu, sweet Amarillis. Doorgaans zijn de werken enigszins melancholisch.